# Priepert
Priepert è un comune del Meclemburgo-Pomerania Anteriore, in Germania.
Appartiene al circondario della Seenplatte del Meclemburgo ed è parte della comunità amministrativa (Amt) di Mecklenburgische Kleinseenplatte.

## Storia
Il comune di Priepert venne creato il 7 maggio 1990 dalla divisione del comune di Strasen-Priepert in Strasen e Priepert.